# FotoFilm Tijuana
FotoFilm Tijuana es un festival que se realiza anualmente en Tijuana, Baja California, México. Es un festival de fotografía y cine que contó con más de 22.000 asistentes en su primera edición de 2017. Celebrado en julio en el Centro Cultural de Tijuana, el evento convoca cineastas, fotógrafos e intérpretes mexicanos e internacionales. El festival consta de secciones competitivas para cortometrajes e incluye largometrajes y documentales.
La primera edición se realizó en 2017, e incluyó las películas William: El nuevo maestro del judo, La Habitación y Heroyna en la selección principal. La segunda edición se llevó a cabo del 27 al 31 de julio de 2018 en el Centro Cultural de Tijuana, e incluyó 14 largometrajes, 12 cortometrajes y un concurso para nuevos directores a través de FilmFreeway, que arrojó seis finalistas y un ganador para el premio Best of Show.